# Quick Airways Holland
Quick Airways Holland was een kleine luchtvaartmaatschappij, gestationeerd op Groningen Airport Eelde. Zij leverde onder andere luchttaxi- en luchtambulancediensten, maar staakte de vluchten begin 2007.